# Lista de personagens de Z4
Abaixo está a lista de personagens de Z4 . Z4 é uma série de televisão brasileira de drama adolescente e comédia produzida pelo SBT em parceria com o Disney Channel e a Formata Produções, sendo co-produzida pela Realiza Network. Com direção de Márcio Trigo, a série é roteirizada por Newton Cannito, com supervisão de roteiro de Leonor Corrêa. A série teve sua estreia no SBT em 25 de julho de 2018, sendo exibida no Disney Channel 5 dias depois/30 de julho.

## Elenco

### Resumo
| Ator / Atriz            | Personagem                   | Temporada    | Temporada | Ref.                        |
| Ator / Atriz            | Personagem                   | 1ª           | 2ª        | Ref.                        |
| ----------------------- | ---------------------------- | ------------ | --------- | --------------------------- |
| Werner Schünemann       | José Toledo (Zé Toledo)      | Principal    | TBA       | [ 8 ]                       |
| Apollo Costa            | Enzo Mollinari Ribeiro       | Principal    | TBA       | [ 9 ]                       |
| Gabriel Santana         | Paulo Almeida dos Santos     | Principal    | TBA       | [ 10 ] [ 11 ]               |
| Pedro Rezende           | Luca Muller                  | Principal    | TBA       | [ 12 ] [ 13 ]               |
| Matheus Lustosa         | Rafael Alegria (Rafa)        | Principal    | TBA       | [ 11 ] [ 14 ]               |
| Manu Gavassi            | Pâmela Toledo                | Principal    | TBA       | [ 15 ] [ 16 ] [ 17 ] [ 18 ] |
| Diego Montez            | Felipe Vasques (DJ Felipe)   | Principal    | TBA       | [ 19 ] [ 20 ] [ 21 ]        |
| Clara Caldas            | Débora Werner                | Principal    | TBA       | [ 22 ]                      |
| Marina Brandão          | Giovana Renzo                | Principal    | TBA       |                             |
| Viviane Santos          | Jéssica Almeida dos Santos   | Principal    | TBA       |                             |
| Nicholas Torres         | Leandro Renzo                | Principal    | TBA       | [ 23 ]                      |
| Matheus Chequer         | Marlon                       | Principal    | TBA       |                             |
| Rayssa Zago             | Cibele                       | Principal    | TBA       |                             |
| Stephanie D’Amico       | Nina                         | Principal    | TBA       |                             |
| Pedro Lopes             | Luiz (Luizinho)              | Principal    | TBA       |                             |
| Paulo Dalagnoli         | Ramiro                       | Principal    | TBA       | [ 24 ]                      |
| Angela Dip              | Judith Valadares             | Principal    | TBA       | [ 25 ]                      |
| Negra Li                | Fátima Almeida               | Principal    | TBA       | [ 26 ]                      |
| Patrícia de Sabrit      | Maria Lúcia Molinari Ribeiro | Principal    | TBA       | [ 27 ] [ 28 ] [ 29 ]        |
| Carol Loback            | Alícia Muller (Indira)       | Principal    | TBA       | [ 25 ]                      |
| Luiz Machado            | Marcus Muller (Mahatma)      | Principal    | TBA       |                             |
| Gabriel Miller          | Mahavishnu Muller (Maha)     | Principal    | TBA       |                             |
| Flavio Faustinoni       | Humberto Molinari Ribeiro    | Principal    | TBA       |                             |
| Marcos Machado          | Carlos dos Santos            | Principal    | TBA       |                             |
| César Pezzuoli          | Alfredo Alegria              | Principal    | TBA       |                             |
| Bárbara Bruno           | Dona Emília Fontes           | Principal    | TBA       |                             |
| Participações Especiais |                              |              |           |                             |
| Miguel Nader            | Segurança                    | Participação | TBA       |                             |
| Rogério Troiani         | Jotinha                      | Participação | TBA       |                             |
| Whindersson Nunes       | Whindersson Nunes            | Participação | TBA       | [ 30 ]                      |
| Celso Portiolli         | Celso Portiolli              | Participação | TBA       | [ 31 ]                      |

### Personagens Principais
- Werner Schünemann como Zé Toledoː Zé Toledo é um produtor musical que lançou vários grupos e cantores de sucesso nos anos 1980. Há quase dezoito anos, passou por uma crise pessoal e profissional: sua mulher, cantora internacional, lançada por ele, o abandonou no auge do sucesso. Zé Toledo foi ao fundo do poço. A série se inicia com ele, dando a volta por cima, quando decide rever seus colegas de profissão. Apesar de autoritário e teimoso, Zé tem grande coração e força de vontade suficiente para mostrar que consegue recuperar toda a fama perdida criando a maior e melhor boy band do século 21, a Z4.

- Apollo Costa como Enzo Molinari Ribeiroː De 18 anos e de origem abastada e educação formal, estudou diversos instrumentos musicais, especialmente violino, mas quer seguir carreira na música pop como cantor, e vê na Z4 sua grande oportunidade. É disciplinado, metódico e persistente, mas também um pouco tímido, sensível e romântico.

- Gabriel Santana como Paulo Almeida do Santosː De 18 anos, Extrovertido, ele é dançarino nato e enxerga no Z4 a oportunidade de dar uma vida melhor à família. Paulo é muito ligado à mãe e à irmã sempre de bem com a vida, alto astral. Apesar do pai tê-los abandonado, deram a volta por cima, principalmente valorizando a criatividade e o talento de cada um da família.

- Pedro Rezende como Luca Mullerː 19 anos, criado por pais “hispters”. Brincalhão e bastante vaidoso tem um canal de sucesso no YouTube. Entrou na Z4 por conta da sua bela aparência, carisma, fama e por isso quer aproveitar o momento. Ele é bastante assediado, mas não se apaixona facilmente.

- Matheus Lustosa como Rafael Fontes Alegriaː Com 19 anos, foi criado pelos avós. Trabalha na lanchonete da Oficina de Artes. Ele é talentoso como compositor mas sua timidez sempre o impediu de tentar a carreira artística. Estar na Z4 é um desafio duplo para ele, como artista e compositor.

- Manu Gavassi como Pâmela Toledoː 20 anos, é bailarina e filha de Zé. É professora de dança e coreógrafa do Z4.

- Angela Dippe como Judith Valadaresː Está na faixa dos 50 anos, e é muito mais que a empregada do Produtor Musical Zé: amiga e conselheira. Ela quem ajudou a criar Pâmela, após a mãe ter abandonado a família. Leve e extrovertida, é incentivadora da Z4 e viciada em arrumar relacionamentos pela internet.

- Diego Montez como Felipe Vasquesː 23 anos, é o grande vilão da série. Famoso DJ, toca nas principais festas do País. Mimado, nunca teve que se esforçar para conseguir algo que sonhava. Não lida bem com dificuldades, perdas e frustrações. Depois que Pâmela o abandona, ele resolve se vingar de todos, dela, de Zé e da Z4.

- Clara Caldas como Débora Wernerː 19 anos, mora na república de Pâmela. Estuda muito para passar no vestibular de medicina. O teatro é seu único luxo, onde se desestressa dos estudos com o professor Ramiro, e consegue colocar em prática suas atividades sociais, ações de cidadania e movimentos feministas.

- Marina Brandão como Giovana Renzoː 18 anos, estuda dança na Oficina, é aluna de Pâmela e muito vaidosa e invejosa, quer aparecer a qualquer custo. Sente muita inveja de Pâmela, porque ela é melhor em tudo que faz. Com uma relação complicada de admiração e inveja, tentará destruir Pâmela para tomar seu lugar.

- Nicholas Torres como Leandro Renzoː 16 anos, irmão de Giovana, mora com ela, Pâmela e Débora, em um apartamento alugado e dividem as contas. Centrado em vencer na vida como esportista, é muito disciplinado. Seu maior medo é voltar para o interior do Mato Grosso do Sul, por isso muitas vezes aceita as chantagens da irmã para ajudá-las em seus planos malignos.

- Viviane Santos como Jéssica Almeida dos Santosː 17 anos, é estudante e mora com a mãe, sua melhor amiga. Seu irmão é seu grande ídolo, mas não terá medo de enfrentá-lo: seja por uma injustiça, seja por um amor. É maquiadora.
- Rayssa Zago como Cibele
- Matheus Chequer como Marlon
- Paulo Dalagnoli como Ramiroː É um professor de teatro que chama a atenção por onde passa. Ele e Pâmela namoram.
- Stephanie D'Amico como Ninaː É uma das alunas de teatro da Oficina. Apoia a Z4 e a entrada de Rafa no grupo de teatro.
- Pedro Lopes como Luiz (Luizinho)ː É um dos alunos de teatro. Apoia a Z4 e a entrada de Rafa no grupo de teatro.

- Carol Loback como Alícia Indira Mullerː 40 anos, ex-executiva, mãe de Luca e Mahavishnu. Segue a linha espiritualista do marido e adotou novo nome. Doce e carismática é a grande apoiadora e incentivadora do filho.

- Luiz Machado como Marcus Mahatma Mullerː 42 anos, ex-executivo, pai de Luca e Mahavishnu. Abdicou de tudo vivendo de artesanatos e produtos reciclados em prol de um planeta melhor. Tornou-se espiritualizado, autobatizando-se em homenagem a Gandhi.

- Gabriel Muller como Mahavishnu Maha Mullerː 8 anos, irmão de Luca. Criado num ambiente liberal e espiritual pelos pais. Muito próximo do irmão, Luca, é inteligente, maduro e esperto. Às vezes, gostaria de ser uma criança normal, ou seja: comer um sanduba calórico ou qualquer coisa industrializada e está sempre querendo usar os eletrônicos do irmão

- Negra Li como Fátima Almeidaː É costureira, tem 40 anos e seus filhos são sua razão de viver. Criou o casal, Paulo e Jéssica, sozinha, com garra, determinação e muito otimismo na vida. Costureira talentosa, se torna fã, tiete da banda. Torna-se figurinista no futuro.

- Marcos Machado como Carlos dos Santosː 40 anos e é caminhoneiro. Há 10 anos, abandonou a família sem dar explicações. E durante a série, retorna a São Paulo com um único objetivo: fazer do talento do filho Paulo, uma maneira de ganhar dinheiro sozinho.

- Patrícia de Sabrit como Mara Lúcia Molinari Ribeiroː 42 anos, mãe de Enzo. Mulher rica e sofisticada, é pianista de renome internacional, e quer que Enzo siga seus passos na música clássica. Rígida em relação a princípios morais e éticos, tenta pensar de forma moderna, mas é elitista e possessiva em relação ao filho único.

- Flavio Faustinoni como Humberto Silva Ribeiroː 45 anos, pai de Enzo. Executivo em uma multinacional. Capitalista e exigente, quer que o filho siga uma carreira convencional. É dominado pela esposa, artista internacional, seguindo seus passos pelo mundo.

- César Pezzuoli como Seu Alfredo Alegriaː 65 anos, avô de Rafael. Cuida do caixa da lanchonete, ao lado da esposa, Dona Emília. Alegre, gentil e bondoso, é ex- artista de circo: palhaço e mágico. Apoia tudo que Rafael quer fazer.

- Bárbara Bruno como Dona Emília Fontesː 60 anos, avó de Rafael, comanda a cozinha e a lanchonete da Oficina ao lado do marido, Seu Alfredo. Mãezona dos garotos, é grande incentivadora para que Rafael siga carreira artística.

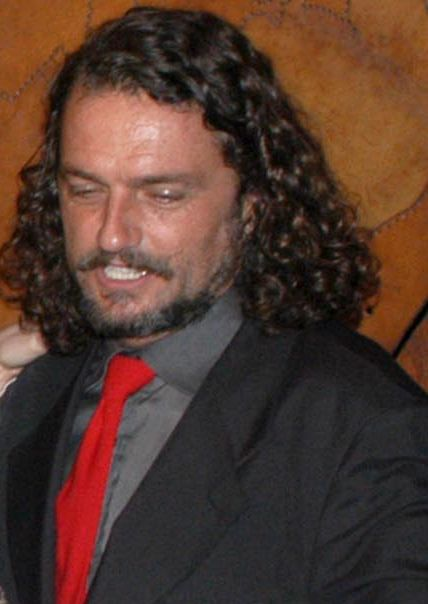
Werner Schünemann interpreta Zé Toledo
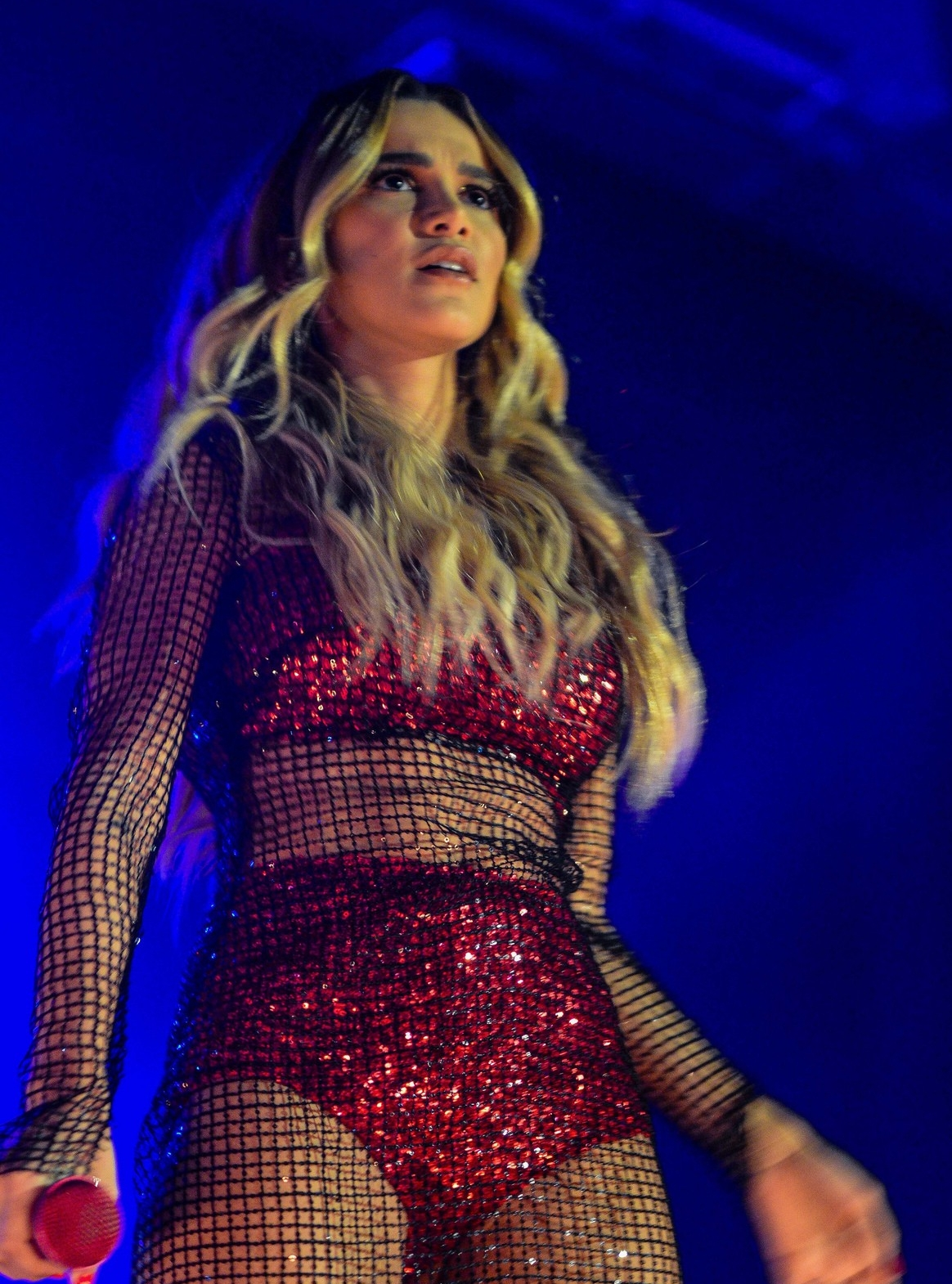
Manu Gavassi interpreta Pâmela
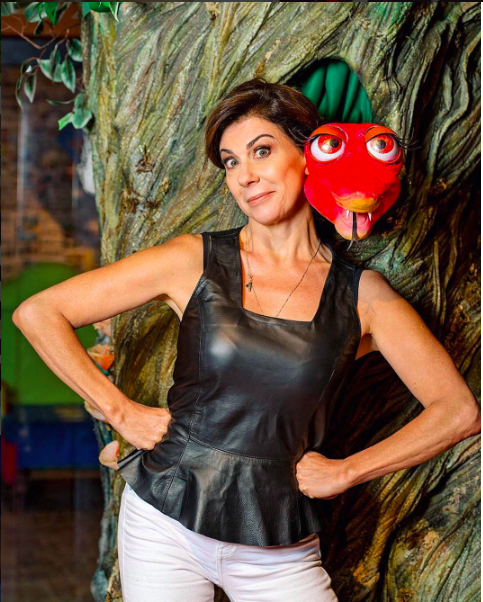
Angela Dippe interpreta Judith
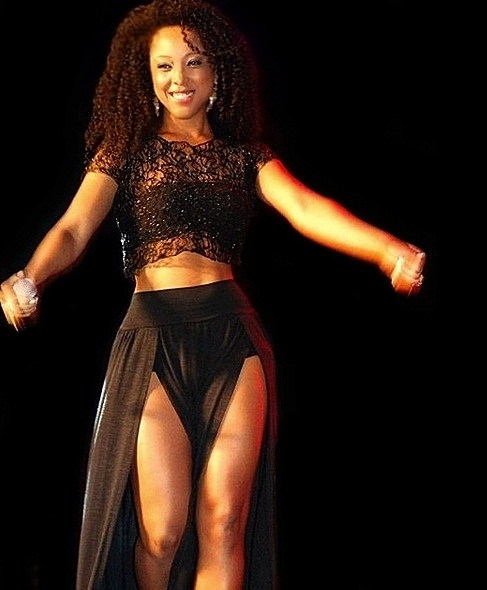
Negra Li interpreta Fátima
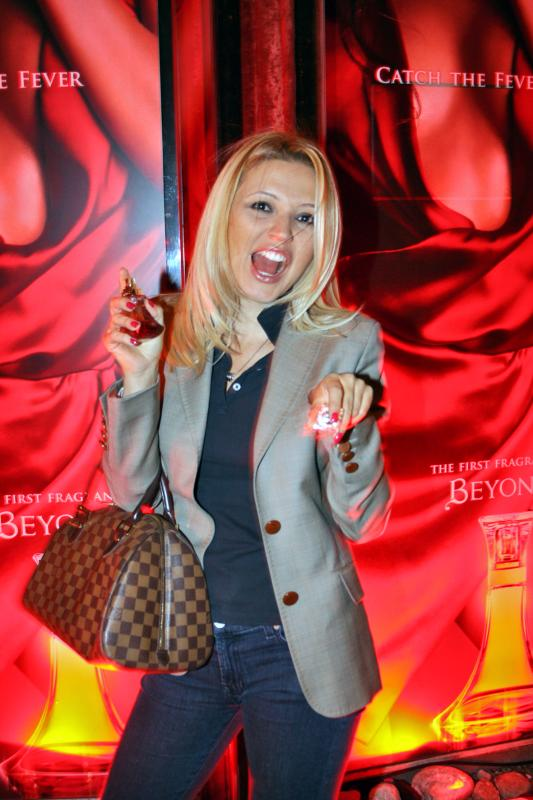
Patrícia de Sabrit interpreta  Maria Lúcia